# Nerw sitowy przedni
Nerw sitowy przedni (łac. nervus ethmoidalis anterior) – w anatomii człowieka nerw będący jedną z gałęzi nerwu nosowo-rzęskowego odchodzącego od nerwu ocznego (V1 – od nerwu trójdzielnego). Biegnie wewnątrz oczodołu nad mięśniem prostym przyśrodkowym, przechodzi przez otwór sitowy przedni do przedniego dołu czaszki a stamtąd przez jeden z otworów blaszki sitowej kości sitowej do jamy nosowej. Unerwia błonę śluzową przednio-górnej części jamy nosowej za pośrednictwem gałęzi nosowych wewnętrznych (rami nasales interni): błonę śluzową przegrody nosa gałęziami nosowymi przednimi przyśrodkowymi (rami nasales anteriores mediales), a błonę śluzową ściany bocznej jamy nosowej gałęziami nosowymi przednimi bocznymi (rami nasales anteriores laterales). Unerwia także skórę grzbietu nosa przez gałąź nosową zewnętrzną (ramus nasalis externus), a ponadto zatokę czołową.